# Vångagylet (Stoby socken, Skåne)
Vångagylet är en sjö i Hässleholms kommun i Skåne och ingår i Helge ås huvudavrinningsområde.